# جوديث جودوين
جوديث جودوين (بالإنجليزية: Judith Godwin)‏ هي رسامة أمريكية، ولدت في 1930 في سوفولك في الولايات المتحدة.

## وصلات خارجية
- الموقع الرسمي